# Jardinière (hippomobile)
La jardinière est une voiture hippomobile à deux roues, ouverte, légère, tirée par un cheval ou, selon les dimensions, par un poney ou un âne. Comme son nom l’indique, elle servait principalement aux jardiniers pour se rendre à leurs jardins, en revenir, et transporter leurs diverses productions et leurs outils.
La caisse de la jardinière comprend un banc pour le meneur et éventuellement une autre personne, et un espace pour transporter les marchandises, souvent rehaussé de ridelles ajourées. Extrêmement répandues en raison de leur prix modique, les jardinières ont porté diverses appellations régionales ou locales.

## Sources
- Joseph Jobé, Au temps des cochers, Lausanne, Edita-Lazarus, 1976.  (ISBN 2-88001-019-5)